# Dorota Dziak
Dorota Dziak, po mężu Rzeźniczak (ur. 21 listopada 1963 w Głuchołazach) – polska lekkoatletka specjalizująca się w biegach średniodystansowych, mistrzyni Polski.

## Kariera sportowa
Była zawodniczką Polonii Nysa (1979) i Chemika Kędzierzyn (1980-1989).
Na mistrzostwach Polski seniorek na otwartym stadionie zdobyła cztery medale, w tym trzy złote w sztafecie 4 x 400 metrów(1985, 1986 i 1988) oraz srebrny w biegu na 800 metrów w 1988. 
Rekordy życiowe:
- 400 m – 55,07 (07.08.1988)
- 800 m – 2:01,22 (01.08.1988)